# Lecocq
Lecocq is een jeneverstokerij  en later aromafabrikant die in 1921 door Achille Lecocq werd opgericht in de Lazarijstraat in Hasselt. 

## Geschiedenis
Achille Lecocq begon zijn carrière bij Céramiques Décoratives de Hasselt en kwam zo terecht in de wereld van de Hasseltse jenever- en likeurstokerijen. Hij deed er ervaring op bij verschillende stokerijen: De Oranjeboom, Distillerie de l’Etoile en de stokerij van Guillaume Fryns.
In 1925 verhuisde het bedrijf enkele jaren naar de Bampslaan. In 1930 keerde het terug naar de Lazarijstraat, waar een magazijn werd omgebouwd tot fabriek. Dit gebouw werd begin jaren ’60 afgebroken. Er werd een nieuw gebouw opgetrokken en een aangrenzend perceel werd aangekocht. Begin jaren ’70 volgde een nieuwe uitbreiding en werden opnieuw aangrenzende percelen aangekocht.
In de jaren ’80 kende het bedrijf moeilijke jaren waardoor er een reorganisatie volgde. De naam werd toen gewijzigd naar Aroma’s Lecocq. Begin jaren ’90 verdubbelde de omzet en werd opnieuw winst geboekt. In 1997 maakte het bedrijf een doorstart en in 2005 verhuisde het naar Zonhoven.